# هونگچی
هونگچی (انگلیسی: Hongqi) شرکت خودروسازی چینی است، که در سال ۱۹۵۸ به‌عنوان نخستین شرکت ساخت خودرو در چین تأسیس شد و هم‌اکنون از شرکت‌های زیرمجموعه فاو کار و متعلق به گروه فاو می‌باشد. دفتر مرکزی و کارخانجات این شرکت در شهر چانگچون، جی‌لین قرار دارند.